# Ядерна енергетика Тунісу
Туніс оцінював можливість будівництва атомної станції потужністю 600 МВт. У грудні 2006 року з Францією було підписано угоду про співпрацю щодо мирного використання ядерної енергії, яка стосувалася атомної енергетики та опріснення води. Передбачалося, що вона забезпечить 20% потреб Тунісу в електроенергії.
У червні 2015 року Туніс підписав меморандум про взаєморозуміння з Росією. «Вперше в історії російсько-туніських відносин цей документ заклав правову основу для взаємодії між Росією і Тунісом в атомній енергетиці, охоплюючи широкий спектр тем», — заявив Ростом, серед яких: підтримка розвитку інфраструктури атомної енергетики в Тунісі; фундаментальні та прикладні дослідження; проєктування, будівництво та експлуатація атомних електростанцій і дослідницьких реакторів; виробництво і використання радіоізотопів у промисловості, медицині та сільському господарстві; поводження з радіоактивними відходами ; підготовка фахівців з ядерної фізики та ядерної енергетики.
Планується, що атомна енергетика замінить газ. За прогнозами на 2015 рік, до 2023 року атомна енергетика може виробляти 13% електроенергії.